# Pièce pour le Vêtement du blessé
Pièce pour le Vêtement du blessé, également connu sous les titres Page d'album et Pour l'œuvre du « Vêtement du blessé », est une pièce pour piano de Claude Debussy composée en 1915, durant la Première Guerre mondiale.

## Présentation
Pièce pour le Vêtement du blessé est datée « juin 1915 » sur le manuscrit autographe conservé à la Bibliothèque nationale de France (Ms. 14522). La pièce, dédiée à la femme du compositeur, Emma Debussy, est dédicacée « pour le vêtement de ma petite mienne ».  
La partition est publiée sous le titre de Page d'album en 1933 dans The Etude, rééditée en 1980 par Presser avant d'être publiée sous l'appellation Pour l'œuvre du « Vêtement du blessé » par Henle et Durand,.  
Durant la Grande Guerre, de nombreuses manifestations et ventes de charité étaient organisées pour soutenir les soldats et aider leur famille. Dans ce cadre, la cantatrice Emma Debussy, membre de l'association du « Vêtement du blessé », contribue à l'organisation en avril 1915 d'un concert de bienfaisance. Claude Debussy écrit ainsi à Pierre-Barthélemy Gheusi, directeur de l'Opéra-Comique : « Faisant partie du comité de l'œuvre « Le Vêtement du blessé », on a chargé ma femme, triste sinécure, d'organiser la partie lyrique d'un concert qui sera donné le 24 avril au profit de cette œuvre, sous le patronage de Madame la maréchale Joffre... ». À cette occasion, Debussy accompagne notamment Claire Croiza dans les Fêtes galantes (1re série) ainsi que dans Green (cinquième des Ariettes oubliées), et joue probablement au piano la pièce, qu'il offre deux mois plus tard à Emma.  

## Analyse
Pour l'œuvre du « Vêtement du blessé » est une petite valse.
Pour Éric Lebrun, c'est un « merveilleux instant de musique en la mineur qui n'évoque en rien les souffrances de la guerre mais doit servir à agrémenter des soirées de bienfaisance ».
La durée d'exécution moyenne de la pièce est d'une minute environ.
Dans le catalogue des œuvres du compositeur établi par le musicologue François Lesure, Page d'album, pièce pour piano pour l'œuvre du « Vêtement du blessé » porte le numéro L 141 (133) .

## Discographie
- Debussy : Piano works Vol. 5, François-Joël Thiollier (piano), Naxos 8.553294, 2001[6].
- Claude Debussy : L'Œuvre pour piano, volume 4, François Chaplin (piano), Pierre Verany PV 704091, 2004.
- Debussy : Complete Works for Piano, Volume 3, Jean-Efflam Bavouzet (piano), Chandos Records CHAN 10467, 2008[7].
- Le Tombeau de Debussy : Debussy's late works, Jan Michiels (piano), Fuga Libera FUG590, 2011 — avec les Études, l'Élégie et des fragments du Tombeau de Claude Debussy.
- Debussy : The Solo Piano Works, Noriko Ogawa (piano), BIS Records CD 1955/56, 2012[8].
- Claude Debussy : The complete works, CD 5, Aldo Ciccolini (piano), Warner Classics, 2018[9].
- Debussy : Early and late piano pieces, Steven Osborne (piano), Hyperion Records CDA 68390, 2022[10].

### Édition
- Claude Debussy (avant-propos de Denis Herlin), Œuvres de guerre (1914-1915), Durand, 2010 (ISMN 979-0-044-08148-6).

### Monographies
- Éric Lebrun, Claude Debussy, Paris, Bleu nuit éditeur, coll. « Horizons » (no 65), 2018, 176 p. (ISBN 978-2-35884-074-3).
- François Lesure, Claude Debussy, Paris, Fayard, 2003, 614 p. (ISBN 2-213-61619-1).